# نموذج اقتصادي جديد
يُشير النموذج الاقتصادي الجديد (NEM) إلى الخطة الاقتصادية في ماليزيا التي قام رئيس الوزراء الماليزي نجيب تون عبد الرزاق بالإعلان عنها في الثلاثين من مارس عام 2010. وتهدف الخطة إلى زيادة دخل الفرد في ماليزيا لأكثر من الضعف بحلول عام 2020. باختصار، يهدف هذا البرنامج إلى تغيير العمل الإيجابي من عمل يعتمد على العرق إلى عمل يعتمد على الحاجة بحيث يُصبح أكثر تنافسية ويصبح صديقًا للسوق والمستثمر.

## الخطة
وفقًا لرئيس الوزراء، يضع النموذج الاقتصادي الجديد نصب عينيه هدف «تحويل الاقتصاد الماليزي إلى اقتصاد يتسم بالدخل المرتفع والجودة النامية» بحلول عام 2020. وفي وقت الإعلان عن الخطة في عام 2010، كان الدخل السنوي للفرد في ماليزيا ثابتًا على 23100 رينغيت ماليزي، وهو ما يقارب 7000 دولار أمريكي؛ وكان هدف الخطة المعلن هو الوصول إلى 49500 رينغيت ماليزي (15000 دولار أمريكي).
وتتمثل مفاتيح الخطة كما وصفها نجيب عند الإعلان عنها في الثلاثين من مارس في «الدخل المرتفع والاستدامة والشمولية». وتهدف الخطة إلى تحفيز النمو الاقتصادي عن طريق تحسين إنتاجية العامل في جميع قطاعات المجتمع من خلال نظام محسَّن جزئيًا من العمل الإيجابي، مع الاهتمام بالاستدامة. ومن بين الإصلاحات الأخرى التي تهدف إلى تحقيق هذا الهدف، ذكرت حكومة نجيب أن النموذج الاقتصادي الجديد سيعمل على تمكين القطاع الخاص وتقليل التفاوت المالي بين أثرياء وفقراء ماليزيا.
وقد صُممت هذه الخطة بحيث تستبدل السياسة الاقتصادية الجديدة (NEP). وقد انتقد نجيب الطريقة التي تم تطبيق السياسة الاقتصادية الجديدة على مدى أربعين عامًا، وذكر أنه من الضروري استهداف سياسات العمل الإيجابي الخاصة بالسياسة الاقتصادية الجديدة بشكل أفضل.

## ردود الأفعال
أصدرت الجمعية الصينية الماليزية بيانًا أيدت فيه الخطة. بينما كان رد فعل زعيم المعارضة أنور إبراهيم على الإعلان عن الخطة هو أن وصفها بأنها «خالية من المضمون»، وأنها صُممت لتكون أداة دعاية لحكومة باريسان ناسيونال أو الجبهة الوطنية. وأعربت الجماعة الناشطة الملايية بيركاسا عن قلقها من أن لجنة تكافؤ الفرص المقترحة قد تكون غير دستورية إذا تعارضت مع مبدأ حماية الملايين الذي تكفله المادة 153 من الدستور.
وخرج المتحدث الرسمي باسم وكالة خزانة ناسيونال بيرهاد الحكومية ليدعم الخطة بوصفها «مخططًا واقعيًا»، شريطة أن يتم تنفيذها بشكل فعال واحتضانها من قبل الجمهور. وذكر توني بوا المتحدث الرسمي باسم حزب العمل الديمقراطي أن تدشين نجيب لوحدة جديدة لتعزيز المشاركة الاقتصادية للبوميبوترا قد ألغى النموذج الاقتصادي الجديد وأنه ليس أكثر من إقرار للسياسة الاقتصادية الجديدة المثيرة للجدل، والتي تُفضِّل النخبة المؤثرة، ومحاكاة للمشاريع الضخمة لمهاتير وسياسات الخصخصة في تسعينيات القرن الماضي.

## كتابات أخرى
- The New Economic Model — Najib Razak, The Malaysian Insider